# 本応寺 (足立区)
本応寺（ほんのうじ）は、東京都足立区谷在家にある日蓮宗の寺院。山号は長命山。旧本山は、大本山正中山法華経寺、池上・土富店法縁。

## 歴史
正応元年（1288年）浅香藤九郎ならびに篠田逸平の開基で天目（日蓮の中老僧の一人）を開山に創建された。大正12年（1923年）の関東大震災と昭和20年（1945年）の東京大空襲で伽藍を焼失した。

## 人物
- 日領（9世）　寛永7年（1630年）に行われた身池対論に参加した。

## 伽藍
- 山門
- 本堂
- 鐘楼

## 交通アクセス
- 西新井大師西駅より徒歩6分（経路案内）。

## 参考資料
- 日蓮宗寺院大鑑編集委員会『宗祖第七百遠忌記念出版 日蓮宗寺院大鑑』大本山池上本門寺（1981年）
- 「高野村 本応寺」『新編武蔵風土記稿』 巻ノ136足立郡ノ2、内務省地理局、1884年6月。NDLJP:763997/36。